# Cap Ducal
El Cap Ducal es un hotel y un restaurante ubicado en el borde costero de la Ciudad de Viña del Mar en la Región de Valparaíso, Chile, a un costado de la desembocadura del estero Marga Marga. Fue construido en 1936, diseñado por el Premio Nacional de Arquitectura Roberto Dávila, se configura sobre la base de una referencia naval, con la forma de una proa de barco.

## Historia
Fue construido en terrenos donde desde 1913 había funcionado un salón de té de propiedad de Alberto Mackenna, que luego pasó a manos de Domingo Tocornal, quien solicitó en 1936 la construcción del edificio. Fue proyectado por el arquitecto Roberto Dávila en un estilo moderno, y streamline moderne, con el uso de hormigón armado, y una racionalidad mayormente funcionalista, pero con rasgos que evocan a la naturaleza náutica de su emplazamiento, con claras metáforas a formas y elementos propios de los barcos y su desplazamiento, que le otorgan una escenificación mareodinámica.
Su diseño sufrió modificaciones en 1948 al correr su muralla hasta el perímetro y la construcción de una terraza en el segundo piso, y en 1978 cuando se construyeron habitaciones en la fachada de Avenida La Marina. En 1981 Tomás de Rementería Durand adquirió la edificación y se realizaron obras de refuerzo en la fundación del edificio. En 1995 se incorporó un cuarto piso y una habitación en la quinta planta.

## Libros y publicaciones
- Laso-Sotomayor, María Carolina (2020). El reflote del Cap Ducal: la restauración de la arquitectura streamline de Roberto Dávila en el borde costero en Viña del Mar (Tesis de Magíster). Universidad de Chile. Consultado el 5 de enero de 2022.

- Datos: Q28501628
- Multimedia: Cap Ducal / Q28501628